# Asinum
Asinum (Asīnum) – władca miasta-państwa Aszur (koniec XVIII w. p.n.e.), którego imienia nie wymienia Asyryjska lista królów. Znany jest jedynie ze wzmianki w inskrypcji innego asyryjskiego władcy, Puzur-Sina, gdzie przedstawiany jest jako wnuk Szamszi-Adada I (1814-1782 p.n.e.). Według tejże inskrypcji pokonany został przez Puzur-Sina i usunięty z tronu asyryjskiego.